# Luksemburg na Letnich Igrzyskach Olimpijskich 2008
Luksemburg na Letnich Igrzyskach Olimpijskich 2008 reprezentowało 12 zawodników – 8 mężczyzn i 4 kobiety. Wystartowali oni w ośmiu dyscyplinach: lekkoatletyce, kolarstwie, gimnastyce artystycznej, judo, żeglarstwie, pływaniu, tenisie stołowym oraz w triathlonie.

## Reprezentanci Luksemburga na igrzyskach

### lekkoatletyka
- 800 m: David Fiegen

### kolarstwo szosowe
- Kim Kirchen 46. miejsce w wyścigu ze startu wspólnego[1]
- Andy Schleck 5. miejsce w wyścigu ze startu wspólnego[1]
- Frank Schleck 43. miejsce w wyścigu ze startu wspólnego[1]

### gimnastyka artystyczna
- Sascha Palgen

### judo
- kategoria do 52 kg kobiet: Marie Muller

### pływanie
- Christine Mailliet
- Laurent Carnol
- Alwin de Prins
- Raphael Stacchiotti

### tenis stołowy
- Ni Xialian

### triathlon
- Liz May
- Dirk Bockel

### żeglarstwo
- laser: Marc Schmit